# أتيلا إلك
أتيلا إلك (بالمجرية: Elek Attila)‏ هو مدرب تزلج فني ‏ مجري، ولد في 6 ديسمبر 1982 في بودابست في المجر.

## وصلات خارجية
- أتيلا إلك على موقع الاتحاد الدولي للتزلج (الإنجليزية)
- أتيلا إلك على موقع أوليمبيديا (الإنجليزية)